# Forêt rare du Mont-Gosford
La forêt rare du Mont-Gosford est un écosystème forestier exceptionnel située au Québec (Canada) dans la région de l'Estrie. Cette petite aire protégée de 76 ha a pour mission de protéger une sapinière à oxalide de montagne, un regroupement végétal rare au sud du Québec, le seul autre se trouvant au sommet du mont Mégantic. Elle a été créée en 2009.

## Géographie
La forêt est située entièrement dans la municipalité de Saint-Augustin-de-Woburn, elle-même située dans la municipalité régionale de comté du Granit et la région de l'Estrie. Le territoire de 76 ha est situé sur le flanc sud du mont Gosford. Elle est adjacente à la réserve écologique du Mont-Gosford, qui partage sa limite nord.